# Памятный знак жертвам голодомора 1932—1933 годов
Памятный знак жертвам Голодомора 1932—1933 годов расположен у стены Михайловского Златоверхого монастыря (Киев, Украина). Открыт 2 сентября 1993 года и приурочен к 60-летию Голодомора 1932—1933 годов. Памятный знак изображает крест, мать с ребёнком на груди. Авторы — скульптор Василий Перевальский, архитектор Николай Кислый.

## Описание
Памятник представляет собой стелу из серого гранита, которая стоит на невысоком гранитном постаменте. В ней высечено отверстие в форме широкого креста, в котором закреплена стилизованная фигура Богоматери из чёрной бронзы. В центре Богоматери вырезан силуэт ребёнка с разведёнными руками. В верхней части стелы на камне высечены даты «1932, 1933».